# Ferrieria
Ferrieria là một chi nhện trong họ Anyphaenidae.